# ケビン・クラフト
ケビン・クラフト（Kevin Craft、1985年10月15日 - ）は、アメリカ合衆国カリフォルニア州出身のアメリカンフットボール選手である。ポジションはQB。日本のXリーグSuper9加盟のIBMビッグブルー に所属。右投、193cm、95kg。

## 経歴

### 高校時代
カリフォルニア州のバレーセンター高校に入学、アメリカンフットボール、バスケットボール、陸上選手として活躍。とりわけアメフトにおいては校内優秀選手に選出され、カリフォルニア体育協会(CIF)からも表彰を受けた。2004年に同校を卒業。

### 大学時代
ケビンは彼の父、トム・クラフトが卒業したサンディエゴ州立大学に入学。トムは在学中にQBを務め、ケビンの入学当時も同大アメフトチームのヘッドコーチに就任していた。ケビンは入学初年度からスポーツ留年（米国でredshirtと呼ばれ、意図的に留年して選手としての在学期間を1年間を上限として延ばす制度。成長期にある学生間の成長曲線の個人差を調整する主旨があるとされ、留年中は試合に出場できない）を採った。入学直後の2005年にトムは解雇されてしまうものの、ケビンは留年を続行し同大に留まった。
明けて2006年、先発5試合を含む9試合に出場して、チームは3勝9敗でシーズンを終えた。彼の初出場における成績は32回試投中20回成功し、216ヤード獲得。QBレート109.8であった。
2006年シーズンが終わると、トムがカリフォルニア州のマウントサンアントニオ大学のオフェンスコーディネーター（攻撃戦術コーチ）に就任したこともあって同大に転校。パス511本中313本成功(61.3%)4,231ヤード、44タッチダウン、10インターセプトを記録、10勝3敗でチームを南カリフォルニア短期大学選手権に導いた。
2008年春季カリフォルニア大学ロサンジェルス校（UCLA）に転校。直後に上級生QBを差し置いて先発QBの座に就く。春季開幕戦の対テネシー大学（当時NCAAランキング18位）においてオーバータイムの末27-24で勝利。前半は4回のインターセプトを喫する乱調だったが後半だけでパスで193ydを獲得しての勝利だった。同シーズンは4勝8敗に終わりUCLAはポストシーズンに進めなかった。2009年は先発に定着できず途中出場が増えた。

### フランス時代（2010年）
2010年、フランスの1部リーグ所属のサントゥアンロモヌ・クーガーズ（Cougars de Saint-Ouen l'Aumône）にコーチ兼選手として入団。その後カナディアンフットボールのプロチームから選手としてのオファーを受けるがクーガーズに残留。同年のパス成績は398試投で216回成功、2851ydで28TD（13インターセプト）を獲得。ランでも245yd、4TDを記録した。

### 日本時代（2012年-）
2012年にXリーグ1部のIBMビッグブルーに入団。IBMのヘッドコーチ山田晋三が彼の試合ぶりを見て惚れ込み獲得に動いたとされる。既にXリーグの試合に出場していたケビン・ジャクソン（オービックシーガルズ）、レジー・ミッチェル（相模原ライズ）、イアン・サンプル（IBM）らとも事前に情報交換をしていたようである。父のトムが日本でクリニック（選手向けの技術講習）を開催するなど、日本のアメフト事情に通じていることもクラフトが入団することに影響を及ぼしていると思われる。
トムの教え子でもあるダニエル・リンズ（相模原ライズやオービックシーガルズでオフェンスコーチに就任）、デイヴィッド・パウロズニック（オンワードオークスや明治安田PentaOceanパイレーツでヘッドコーチに就任）は日本での指導者キャリアを積み上げており、クラフト親子はXリーグの技術/戦術向上に大きく寄与している。
彼自身も”NFL入りを逃した米国人が選手であり続けるのは非常に難しい。カナディアンフットボールやアリーナフットボールに転向するという選択もあるが、やはり違うスポーツである。NFLとほとんど同じルールで行われているXリーグでプレイできる機会を与えられたことは非常に貴重なことだと思う”と後年語っている。
同年Xリーグ秋季第一節、リーグ優勝候補の対富士通戦で公式戦初出場を果たす。
戦前より、本場米国から本物のQBがやってきたとの前評判が立っており、注目を集める中、試合開始からいきなり17回連続でパスを成功させ、2Q（クォーター）途中までで2TD（タッチダウン）パスを決め14-3とリードを奪う。後半に入り富士通がIBMの戦術にうまく対応し20-24と逆転負けを喫したものの対富士通戦で未勝利であり、富士通より格下と見なされる状況にあったIBMが、試合前半を支配したことが衝撃をもって後日報じられた。
同年のIBMの戦績は4勝3敗で2ndステージ敗退と、ほぼ例年通りであったがパス獲得yds1628、TDパス20本という成績はXリーグのシーズン記録を更新した。
2013年もパス獲得yds1973、TDパス24本と活躍したがチームは2ndステージで敗退。
2014年は敵チームの対策が進んだせいか被インターセプトが11本と大幅に増えたものの、IBM史上初のJapanXBowlに出場。
彼の来日、入団によりIBMはXリーグの強豪チームとしての座を確保。試合中、戦術の伝達を数秒で行う必要のあるQBというポジションにおいては日本語ネイティブであることが必須（よって、米国人QBは技術レベルが高いとしても実力は発揮できないであろう）という固定観念を打ち破っての成功であった。以降、富士通、オービック、パナソニック、ノジマ相模原、などの他チームでも米国人QBを獲得する動きが広がった。

2018年3月に山田晋三がHCを退任し、クラフトが選手兼HCとなることが発表された。彼は入団以来オフェンスコーディネーターも兼任しておりこれ自体トップレベルのチームにおいては異例のことであったが、更にチームの総監督としての責務も追うという新たな試みとなった。同年の秋季は右腕のケガや控えQBの政本悠紀の成長もあり出場機会が激減。シーズン途中で「自分ではなく政本が主戦QBである」という表明がなされた。
年度別成績
| 年   | 在籍 | 試合数 | 先発 | 勝敗 | パス | パス | パス   | パス  | パス    | パス | パス | ラッシュ | ラッシュ | ラッシュ | ラッシュ | サック | サック | ファンブル | ファンブル |
| 年   | 在籍 | 試合数 | 先発 | 勝敗 | 成功 | 試投 | 成功率 | Yds   | 平均Yds | TD   | Int  | 回数     | Yds      | 平均     | TD       | 回数   | Yds    | 回数       | ロスト     |
| ---- | ---- | ------ | ---- | ---- | ---- | ---- | ------ | ----- | ------- | ---- | ---- | -------- | -------- | -------- | -------- | ------ | ------ | ---------- | ---------- |
| 2012 | IBM  | 5      | 5    | 3–2  | 130  | 176  | 73.9   | 1,628 | 9.3     | 20   | 3    | 31       | 105      | 3.4      | 1        | 5      | 37     | 4          | 4          |
| 2013 | IBM  | 7      | 7    | 5-2  | 142  | 213  | 66.7   | 1,973 | 9.9     | 24   | 2    | 23       | 161      | 7.0      | 1        | 2      | 13     | 5          | 5          |
| 2014 | IBM  | 8      | 8    | 6-2  | 142  | 218  | 65.1   | 1,927 | 8.5     | 22   | 11   | 27       | 140      | 5.2      | 0        | 6      | 41     | 3          | 2          |
| 2015 | IBM  | 7      | 7    | 5-2  | 107  | 159  | 67.3   | 1,384 | 8.7     | 8    | 3    | 22       | -55      | -2.5     | 0        | 6      | 55     | 1          | 1          |
| 2016 | IBM  | 5      | 4    | 4-1  | 102  | 146  | 69.8   | 1334  | 11.2    | 12   | 6    | 28       | 52       | 1.9      | 2        | 4      |        |            |            |
|      | 通算 | 27     | 27   | 19–8 | 456  | 678  | 67.3   | 6,155 | 9.1     | 74   | 19   | 103      | 351      | 3.4      | 2        | 19     | 146    | 13         | 12         |

2012年の成績はプレイオフ（2ndステージ以降）を含まない。
2013年以降についてはプレイオフも含む

## プレイスタイル
192cmという長身により視野が広く敵ディフェンスの隊形やパスラッシュを素早く察知できる。加えて手が長いためパスリリース位置が高くパスを叩かれにくい。
遠投能力も70y程度あるが、ロングパスを多投する”剛腕型”ではなく20y以内のショート/ミドルパスを中心に投げる。遠投能力を捨てて投球動作を小さくしていると思われ、しかもパスの初速は時速90km程度で同リーグの日本人QBよりも10km以上速い。彼の入団当初、IBMのレシーバー陣はパスが速すぎてキャッチできない事態が続いたとされる。栗原崇によれば捕球しやすいように球速を落としている場合があるという。小さい動作から高速のパスが繰り出されるため敵ディフェンス選手は彼のパスに反応して動くことが非常に困難である。
また、日本人QBでは正確に投げられない（よって厳しく守備をする必要もない）とされた”LB（ラインバッカー）の頭上を超えてS（セカンダリ）の前に落ちるパス”や”Sの頭を超えてエンドラインぎりぎりで捕れるパス”を高い精度で投げられる。
その他、パスラッシュをかわすフットワークについても日本人選手を凌駕しており、IBMの高い得点力を生み出す源泉となっている。基本的にはパスを中心にして試合を組み立てる「Passer　QB」であるが、スクランブルやリードオプションからのキープランも時折見せる（2016年では1試合あたり4.5回）。オフェンス時のプレイコール（戦術）をオフェンスコーチに頼らず自ら考え、戦術の伝達時間を短縮し敵ディフェンスに思考時間を与えぬままハイテンポな攻撃を仕掛ける。試合を通じて迅速なノーハドルで攻め続けることで攻撃回数を1試合あたり70回近くまで増やし（他チームは50回強）これもまた得点力に寄与している。
クラフトの登場によりXリーグのQB技術に革新的変化が起こり、オフェンス戦術の幅も拡がった。ハイレベルなパス技術/戦術に対抗するべくディフェンス技術/戦術も大いに向上しているとの指摘が多くなされている。